# Ère Kōji (Heian)
Pour les articles homonymes, voir Kōji (homonymie).
L'ère Kōji (康治) est une des ères du Japon (年号, nengō, lit. « nom de l'année ») après l'ère Eiji et avant l'ère Ten'yō. Cette ère couvre la période allant du mois d'avril 1142 au mois de février 1144. L'empereur régnant est Konoe-tennō (近衛天皇).

## Changement d'ère
- 29 janvier 1142 Kōji gannen (康治元年?) : Le nom de la nouvelle ère est créé pour marquer un événement ou une série d'événements. L'ère précédente se termine là où commence la nouvelle, en Eiji 2, le 28e jour du 4e mois de 1142[3].

## Événements de l'ère Kōji
- 1143 (Kōji 2,1re mois) : L'empereur cloîtré Go-Toba-in, maintenant connu sous le titre Daijō Tennō ou Daijō Hōō (太上法皇?) ou Hōō, rend visite à sa mère[4].
- 1143 (Kōji 2, 5e mois) : L'empereur Konoe passe ses jours à prier au temple Tōdai-ji et aussi aux temples du mont Hiei (比叡山, Hiei-zan?)[4].

| Kōji      | 1re  | 2e   | 3e   |
| Grégorien | 1142 | 1143 | 1144 |